# Welajat Rud
Welajat Rud (perski: ولايترود) – wieś w północnym Iranie, w ostanie Alborz. W 2006 roku miejscowość liczyła 1649 mieszkańców w 454 rodzinach.